# Vilhelm Ekman
För andra betydelser, se Vilhelm Ekman (olika betydelser).
Vilhelm Ferdinand Ekman, född 10 oktober 1823 i Uppsala församling, död där 30 juni 1900, var en svensk bankman och donator.
Ekman var kassör vid Uplands enskilda bank 1865–1895 och testamenterade bland annat 100 000 till Uppsala universitet, att bilda en fond, Vilhelm Ekmans universitetsfond, som har till syfte att hjälpa forskare från Uppsala universitet att publicera sina vetenskapliga arbeten. Arbetena har publicerats under titeln "Arbeten utgivna med understöd av Vilhelm Ekmans universitetsfond".